# Xylopia subdehiscens
Xylopia subdehiscens este o specie de plante angiosperme din genul Xylopia, familia Annonaceae. A fost descrisă pentru prima dată de George King, și a primit numele actual de la James Sinclair. Conform Catalogue of Life specia Xylopia subdehiscens nu are subspecii cunoscute.